# De Onde Eu Te Vejo
De Onde Eu Te Vejo é um filme brasileiro de comédia romântica de 2016, dirigido por Luiz Villaça, estrelando Denise Fraga, Domingos Montagner e Manoela Aliperti. O roteiro foi escrito por Leonardo Moreira e Rafael Gomes. Com produção da BossaNovaFilms e da Warner Bros., foi lançado por esta última em 7 de abril de 2016.

## Enredo
O casamento de Ana Lúcia (Denise Fraga) e Fábio (Domingos Montagner) chega ao fim após de 20 anos, uma mera formalidade, uma vez que nos últimos tempos era nítido que o relacionamento já estava fadado ao fracasso. No entanto, com milhares de moradias na grande São Paulo, Fábio decide alugar um apartamento do prédio ao lado da ex-mulher, cuja janela da sala fica de frente para a dela, tudo para poder ficar o mais perto possível da filha, Manu (Manoela Aliperti), a única que realmente ficou abalada com a separação e não consegue lidar com a gritaria dos pais morando frente a frente – uma vez que as duas salas são tão próximas que tudo se pode ouvir. Apesar da falta de privacidade e de se sentir invadida, Ana Lúcia decide enfrentar o medo de recomeçar a vida ao conhecer o Marcelo (Marcello Airoldi), um charmoso ciclista cinquentão que a leva para redescobrir a cidade onde mora. Mas nem sempre uma separação é o fim de um amor de tantos anos.

## Elenco
| Ator               | Personagem              |
| ------------------ | ----------------------- |
| Denise Fraga       | Ana Lúcia Matos (Analu) |
| Domingos Montagner | Fábio Matos             |
| Manoela Aliperti   | Manoela Matos (Manu)    |
| Marcello Airoldi   | Marcelo                 |
| Marisa Orth        | Olga                    |
| Juca de Oliveira   | Afonso                  |
| Fúlvio Stefanini   | Hélio                   |
| Laura Cardoso      | Yolanda                 |
| Laila Zaid         | Fernanda                |
| Théo Werneck       | Kleber                  |

## Prêmios
| Ano  | Premiação                          | Categoria                | Candidato     | Resultado |
| ---- | ---------------------------------- | ------------------------ | ------------- | --------- |
| 2017 | Grande Prêmio do Cinema Brasileiro | Melhor Atriz Coadjuvante | Laura Cardoso | Venceu    |